# Alts Pirineus
Els Alts Pirineus (65) (en francès, Hautes-Pyrénées, en occità gascó Nauts Pirenèus o Hauts Pirenèus) són un departament francès situat a la regió Occitània.

## Història
Els Alts Pirineus són un dels vuitanta-tres departaments originals creats durant la Revolució Francesa, el 4 de març de 1790 (en aplicació de la llei del 22 de desembre de 1789). El departament es va formar al voltant dels territoris pertanyents a l'antiga província de Bigorra.
Històricament, l'àrea àmpliament coberta pel departament es coneixia com Bigorra, un territori a vegades independent però que posteriorment va formar part de la província de Gascunya. Grans parts de la zona van pertànyer als anglesos després del tractat de Brétigny, el 1360. Al segle XVI formava part del domini hugonot dels monarques de Navarra, incorporat a França per Enric IV.
El departament dels Alts Pirineus es va crear en el moment de la Revolució Francesa, el 4 de març de 1790, gràcies a la influència del polític de Tarbes, Bertrand Barère, membre de la Convenció.

## Geografia
Els Alts Pirineus es compon de diverses àrees geogràfiques diferents. La part sud, al llarg de la frontera amb Espanya, està formada per muntanyes com el Vinyamala, el Pic del Migdia de Bigorra i les serralades Neouvielle i Arbizon. Una segona zona consisteix en turons ondulants de baixa altitud. La part nord del departament consta de terres agrícoles en gran part planes. Als Alts Pirineus hi ha dos petits enclavaments territorials —un romanent de l'edat mitjana- situats al veí departament dels Pirineus Atlàntics.
El gran Tarba és el focus econòmic i administratiu del departament, mentre que Lorda, la segona ciutat més gran dels Alts Pirineus, es dedica gairebé exclusivament a la indústria de pelegrinatge religiós.
Altres poblacions destacades són Banhèras de Bigòrra, Argilèrs, Vic de Bigòrra, Rabastens de Bigòrra, Mauborguet i Lanamesa.

## Demografia[5]
| Evolució de la població |      |         |         |         |         |         |         |         |
| 1793                    | 1800 | 1806    | 1821    | 1831    | 1836    | 1841    | 1846    | 1851    |
| -                       | -    | 180 669 | 212 077 | 233 031 | 239 688 | 244 196 | 248 800 | 250 934 |

| 1856    | 1861    | 1866    | 1872    | 1876    | 1881    | 1886    | 1891    | 1896    |
| ------- | ------- | ------- | ------- | ------- | ------- | ------- | ------- | ------- |
| 245 127 | 240 179 | 240 252 | 235 156 | 236 026 | 236 474 | 231 248 | 225 865 | 219 162 |

| 1901    | 1906    | 1911    | 1921    | 1926    | 1931    | 1936    | 1946    | 1954    |
| ------- | ------- | ------- | ------- | ------- | ------- | ------- | ------- | ------- |
| 215 546 | 209 993 | 206 105 | 185 760 | 187 637 | 189 993 | 194 331 | 201 954 | 203 544 |

| 1962    | 1968    | 1975    | 1982    | 1990    | 1999    | 2006    | 2011    | 2016 |
| ------- | ------- | ------- | ------- | ------- | ------- | ------- | ------- | ---- |
| 211 413 | 225 730 | 227 222 | 227 922 | 224 759 | 222 673 | 229 900 | 229 228 | -    |

| 2019 | - | - | - | - | - | - | - | - |
| ---- | - | - | - | - | - | - | - | - |
| -    | - | - | - | - | - | - | - | - |

## Turisme
El Parc Nacional dels Pirineus Occidentals cobreix una àrea important i inclou atraccions conegudes com el Circ de Gavarnia i el Pont d'Espagne. Tota la zona és destí preferit dels excursionistes i dels amants de la muntanya.
La zona és coneguda potser des de l'antiguitat per les seves aigües termals i es van construir diverses ciutats al voltant d'aquestes, sobretot Cauterets, Lus e Sent Sauvaire i Banhèras de Bigòrra.
Un llac notable a la zona és el llac Bleu d'Ilhéou, al sud-oest de Cautarés
Hi ha diverses estacions d'esquí populars als Alts Pirineus, com ara Varètja-La Mongie, Gavarnia, Luz-Ardiden, Cauterets, Hautacam, Piau-Engaly i Sent Lari e Sola.
La zona és un lloc gairebé permanent a l'itinerari del Tour de França, amb passos molt difícils com el Coll del Tourmalet, l'Aubisca i el Soulor .
El primer festival de jazz d'avantguarda de la regió se celebra cada any a Lus e Sent Sauvaire : Jazz a Luz. Tarbes acull un festival anual de cavalls, Equestria, i un festival de tango, Tarbes en Tango.

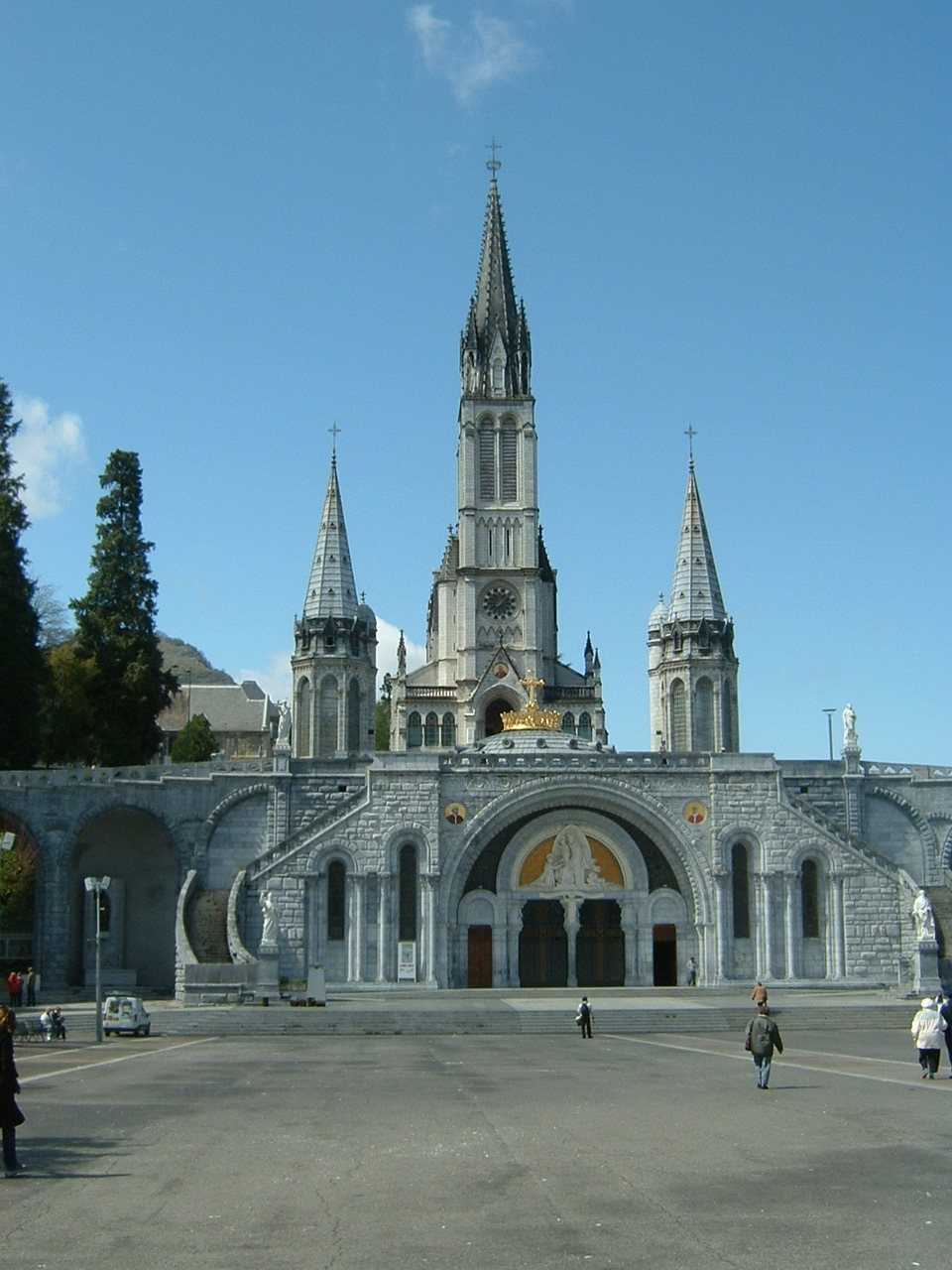
Santuari de Lorda
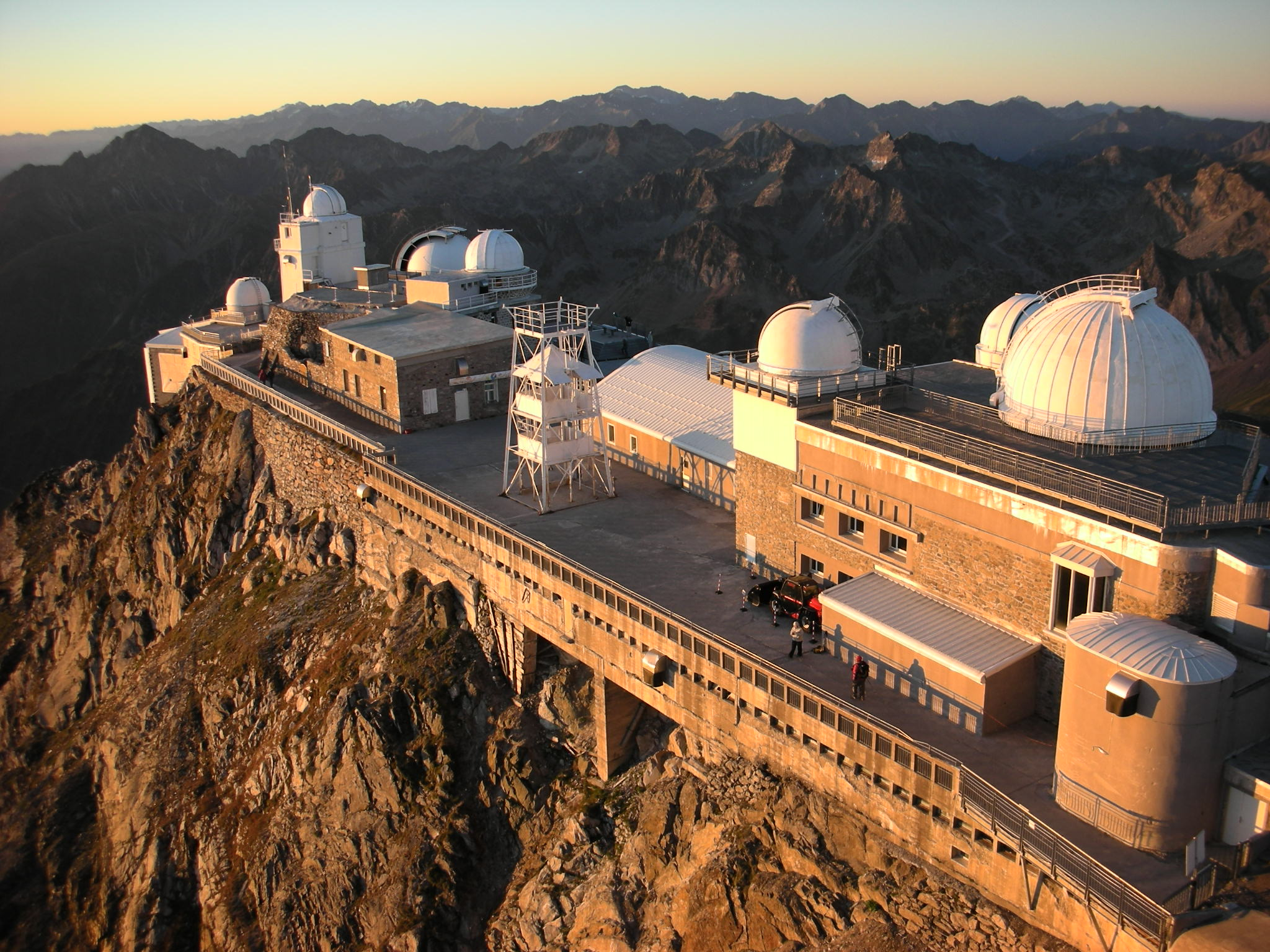
Pic del Migdia de Bigorra
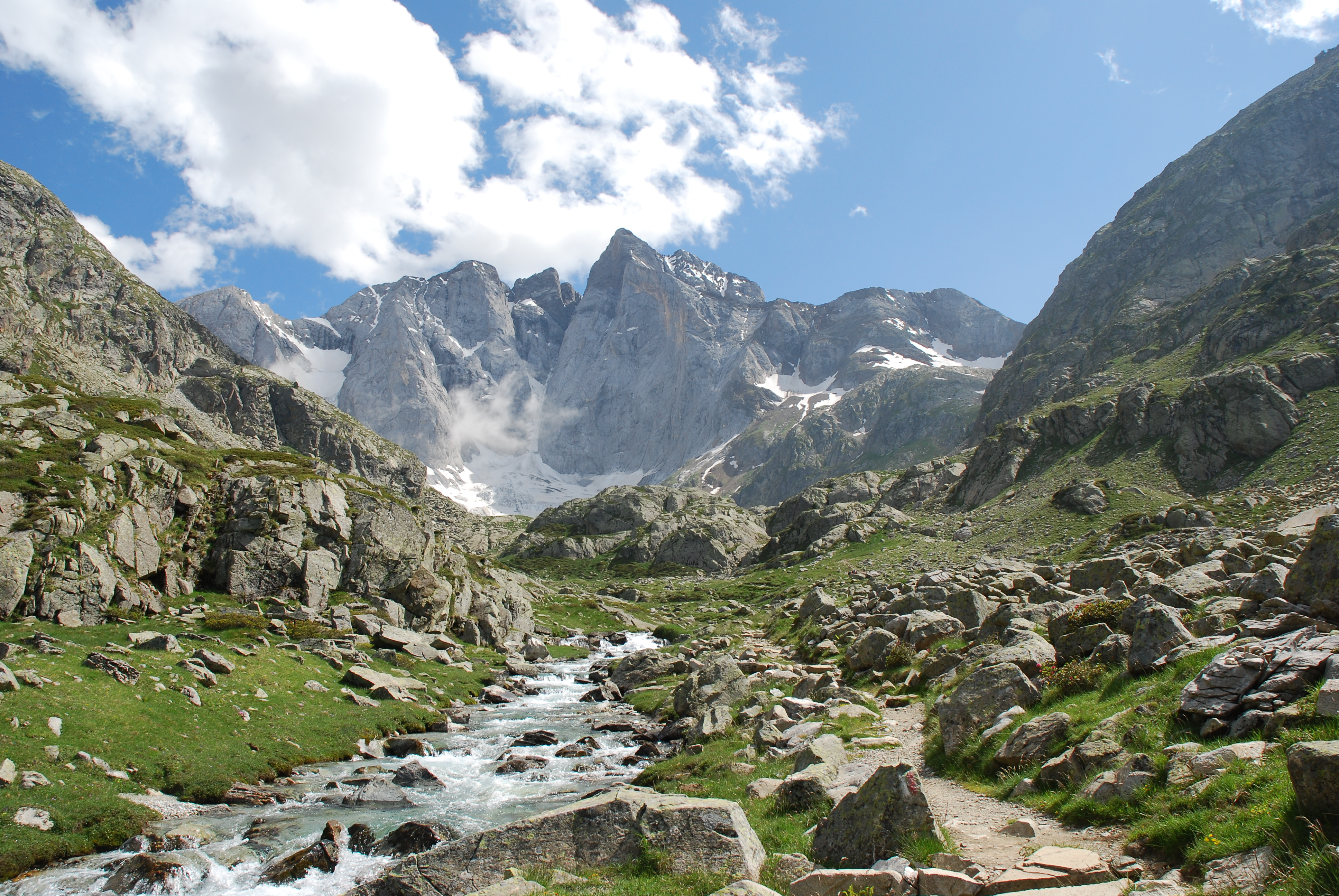
Vinyamala
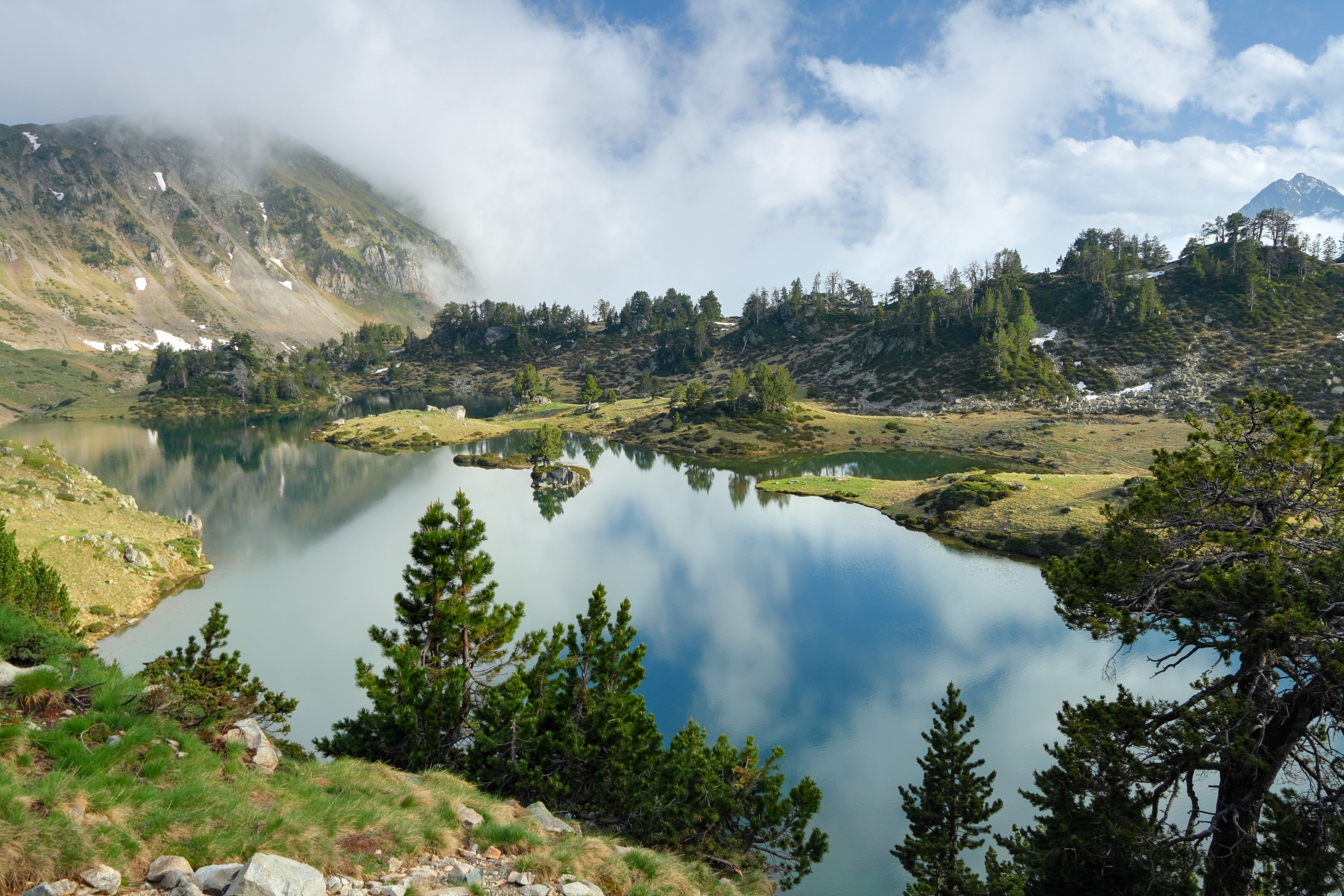
Al mig del llac Bastan, poc abans de la posta de sol
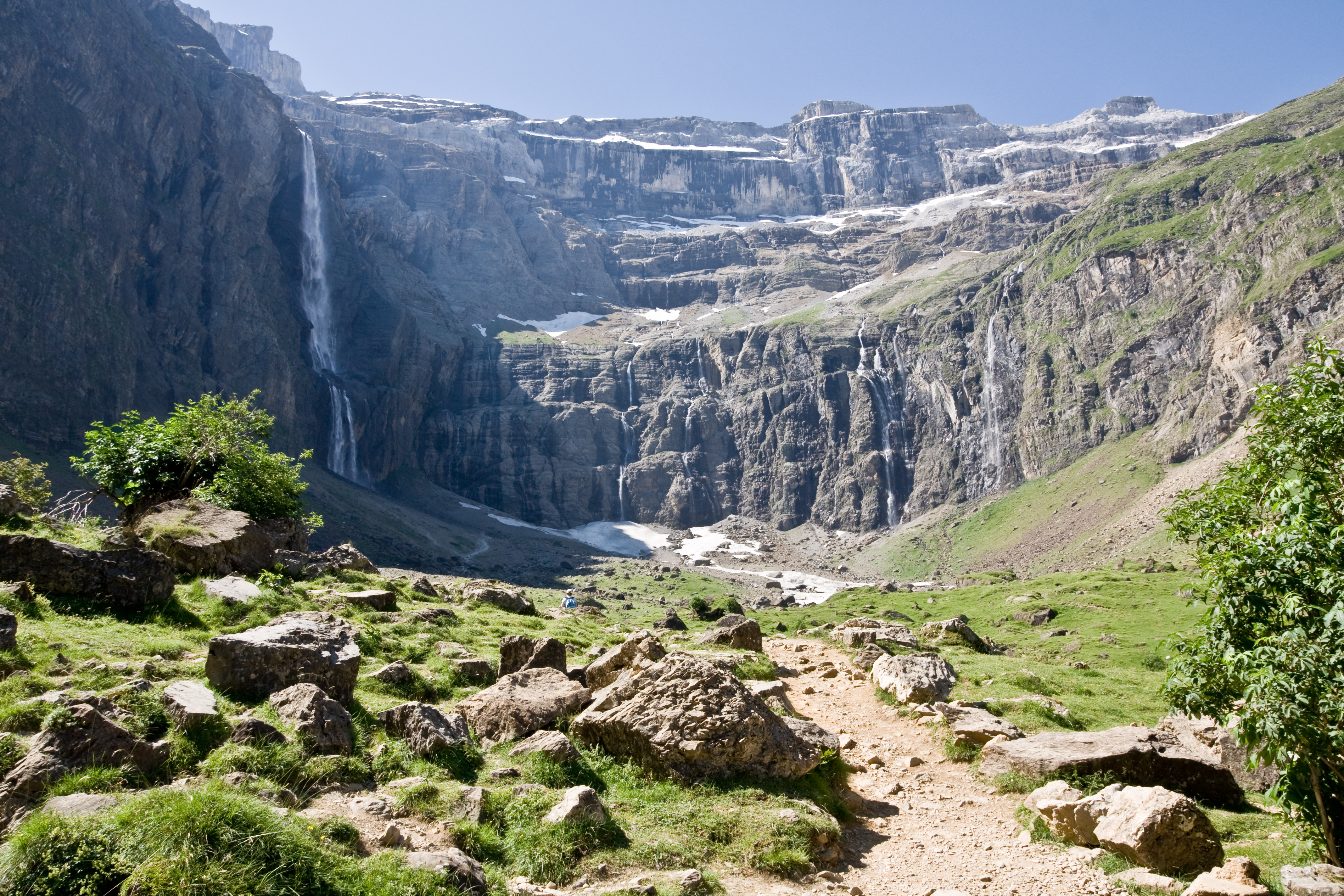
Circ de Gavarnia